# 愛爾蘭—美國關係
愛爾蘭－美國關係是指爱尔兰与美国之间目前和历史上的双边关系。
根据美国和爱尔兰政府的说法，两国关系长期以来建立在深远持久的历史关系和共同的价值观念之上。除了定期就政治和经济问题进行对话外，美国和爱尔兰政府还在医学研究和教育等领域进行官方交流。
爱尔兰通过不结盟奉行中立政策，因此不是北约组织的成员，不过它确实参加了和平伙伴关系计划。然而，爱尔兰在许多场合向美国及其盟国提供了心照不宣的支持。
2012年，一份美国全球领导力报告显示，67%的爱尔兰人支持美国对奥巴马的领导。这在所有受调查的欧洲国家中排名第四。

## 历史

### 爱尔兰独立前
1800年，根据《联合法案》，爱尔兰在政治上与英国统一，成立了大不列颠及爱尔兰联合王国。所有关于爱尔兰的重大外交决定都是在伦敦做出的。从那时起直到1922年，爱尔兰32个郡中的26个脱离联邦，形成了爱尔兰自由邦(后来成为爱尔兰共和国)，美国与爱尔兰的正式外交事务都是通过伦敦进行。

#### 移民
苏格兰-爱尔兰人是第一批移民到13个殖民地的人，他们在独立战争中发挥了重要作用，同时也是北美的第一批赶牛人。爱尔兰人在美国国内也有自己的影响，尤其是通过民主党的政治。从1820年到1860年，有200万爱尔兰人来到美国，其中75%是在1845年至1852年的爱尔兰大饥荒之后来到美国的。他们中的大多数加入了美国城市中快速发展的爱尔兰棚户区。原因是因为饥荒对爱尔兰男人和女人都造成了伤害，尤其是那些最贫穷或没有土地的人。饥荒改变了爱尔兰的家庭结构，因为更少的人可以结婚和抚养孩子，导致许多人采用单身的生活方式。因此，许多爱尔兰公民较少受到家庭义务的束缚，在接下来的十年里更容易移民到美国。

#### 芬尼亚兄弟会
南北战争结束后，由于英国支持南军，美国政府非常不满，因此，在芬尼亞兄弟會密谋甚至试图入侵加拿大时，美国政府视而不见。芬尼亚兄弟会的袭击是失败的，但是爱尔兰裔美国政客在民主党中的力量日益增长，要求爱尔兰获得更多的独立，并提出反英口号——“扭转狮子尾巴”——这是竞选活动吸引爱尔兰裔选民的主要手段。

#### 德·瓦莱拉
埃蒙·德·瓦莱拉是复活节起义和爱尔兰独立战争中的杰出人物，他于1882年出生于纽约。他的美国公民身份使他免于在复活节起义失败后被处决。
德·瓦莱拉后来被任命为国民议会的主席，并在1919年5月，他以这个身份访问了美国。这次出访有三个目标:要求美国正式承认爱尔兰共和国，提供一笔贷款资助爱尔兰共和军的工作，并确保美国人民对爱尔兰共和国的支持。他的访问从1919年6月持续到1920年12月，成败参半。一个消极的结果是，爱尔兰裔美国人组织分裂成亲德·瓦莱拉和反德·瓦莱拉两派。德·瓦莱拉设法从美国支持者那里筹集了550万美元，这个数字远远超出了国民议会的预期。.其中50万美元用于1920年的美国总统竞选，以帮助他在那里获得了更广泛的公众支持。在1921年，据说已经花费了$1,466,000，不清楚什么时候剩下的钱能够到达爱尔兰。但是爱尔兰在国际领域还没有得到承认。他还与多位爱尔兰裔美国人领袖发生过争执，比如约翰·德沃伊和丹尼尔·F·科哈伦法官。科哈伦对他确立的主导地位感到不满，他宁愿保留他们对爱尔兰裔美国人事务的控制权，也不愿意在瓦莱拉的主导下独立。

#### 第一次世界大战
从1918年到1919年，美国海军在爱尔兰有五个美国海军航空基地。这些基地是专门用来保护爱尔兰和英国免遭德国的潜艇侵略的。

### 爱尔兰独立后

#### 美国承认
爱尔兰独立战争最终以英爱条约结束，该条约确认了爱尔兰被划分为爱尔兰自由邦和北爱尔兰，后者选择继续留在英国。爱尔兰自由邦很快就陷入了通过分裂支持独立的亲条约势力和反对分裂并希望整个爱尔兰岛独立的反条约势力之间的爱尔兰内战。亲条约势力赢得了1923年的爱尔兰内战，第二年，美国承认了爱尔兰自由邦，并与之建立了外交关系。 爱尔兰自由邦在1937年被新国家爱尔兰所取代，并于1949年正式宣布为共和国。

#### 第二次世界大战/紧急情况
爱尔兰在第二次世界大战期间正式保持中立，但在1939年9月2日宣布正式进入紧急状态，并动员了军队。随着紧急情况的进展，从英国和美国为迅速扩大的部队购买了更多更新的设备，以及一些在国内生产的设备。在紧急状态期间，爱尔兰虽然形式上保持中立，但却在几个方面默默地支持反法西斯同盟。爱尔兰海被布雷了。德国军事人员被关押在爱尔兰军营，而在爱尔兰坠毁的盟军空军和水兵则经常被遣返，通常是通过秘密地途径将他们转移到北爱尔兰。爱尔兰军方也曾经逮捕过不少的德国间谍。

#### 冷战
冷战期间，爱尔兰的军事政策表面上是中立的，但实际上却偏向于北约。
凯尔特之虎
北爱尔兰问题

## 拓展阅读
- Brown, Thomas N. "The Origins and Character of Irish-American Nationalism." Review of Politics (1956) 18#03 pp: 327-358.
- Cooper, James, "'A Log-Rolling, Irish-American Politician, Out to Raise Votes in the United States': Tip O'Neill and the Irish Dimension of Anglo-American Relations, 1977-1986," Congress and the Presidency,  (2015) 42#1 pp: 1-27.
- Cronin, Seán.  Washington's Irish Policy 1916-1986: Independence, Partition, Neutrality (Dublin: Anvil Books, 1987)
- Davis, Troy D. Dublin's American Policy: Irish-American Diplomatic Relations, 1945-1952 (Catholic University of Amer Press, 1998)
- Finnegan, Richard B. "Irish–American Relations." in by William J. Crotty and David Schmitt, eds. Ireland on the World Stage (2002): 95-110.
- Geiger, Till, and Michael Kennedy, eds. Ireland, Europe and the Marshall Plan (Four Courts PressLtd, 2004)
- Guelke, Adrian.  "The United States, Irish Americans and the Northern Ireland Peace Process," International Affairs (1996) 72#3 pp: 521-36.
- MacGinty, Roger. "American influences on the Northern Ireland peace process." Journal of Conflict Studies 17#2 (1997). online （页面存档备份，存于）
- Sewell, Mike J. "Rebels or Revolutionaries? Irish-American Nationalism and American Diplomacy, 1865–1885." The Historical Journal (1986) 29#3 pp: 723-733.
- Sim, David. A Union Forever: The Irish Question and U.S. Foreign Relations in the Victorian Age (2013) excerpt （页面存档备份，存于）
- Tansill, Charles. America and the Fight for Irish Freedom 1866-1922 (1957) excerpt （页面存档备份，存于）
- Ward, Alan J. "America and the Irish Problem 1899-1921." Irish Historical Studies (1968): 64-90. in JSTOR （页面存档备份，存于）
- Wilson, Andrew J. Irish America and the Ulster Conflict, 1968-1995 (Catholic University of Amer Press, 1995)